# سهيل أبانمي
سهيل بن محمد بن عبد العزيز أبانمي هو محافظ هيئة الزكاة والضريبة والجمارك في المملكة العربية السعودية منذ 9 مايو 2021، وكان قبلها محافظ الهيئة العامة للزكاة والدخل منذ 17 يونيو 2017، ومحافظ الهيئة العامة للجمارك المُكلّف منذ 9 مارس 2021 قبل دمج الهيئتين في 4 مايو 2021، كما كان قد توّلى قبل ذلك العديد من المناصب القيادية أبرزها منصب نائب وزير التجارة الداخلية والمشرف العام على وكالة التجارة الداخلية في وزارة التجارة والاستثمار.

## التعليم
- حاصل على درجة الماجستير في إدارة الأعمال والمحاسبة والمالية من جامعة الفيصل عام 2014م.
- حاصل على درجة الماجستير في هندسة الحاسب الآلي من جامعة نيو ساوث ويلز (أستراليا) عام 2007م.
- حاصل على درجة البكالوريوس في علوم الحاسب الآلي من جامعة الملك سعود عام 2000م.[5]

## العمل
- عُين رئيساً لمجلس إدارة هيئة الاتحاد الجمركي بدول مجلس التعاون لدول الخليج العربية في سبتمبر 2022م.[6]
- عُين محافظاً للهيئة العامة للزكاة والدخل بالمرتبة الممتازة منذ شهر يونيو عام 2017م.[7]
- تولى منصب المشرف العام على وكالة التجارة الداخلية في وزارة التجارة والاستثمار، ونائب وزير التجارة الداخلية منذ عام 2016م.
- رأس مجلس إدارة شركة «بيان للمعلومات الائتمانية» عام 2015م.
- عضو مجلس إدارة هيئة المحاسبة والمراجعة لدول مجلس التعاون لدول الخليج العربية منذ عام 2014م.
- تولى منصب المشرف العام على برنامج "قوائم" في "وزارة التجارة والاستثمار منذ 2013م.
- عمل مستشاراً لوزير التجارة.[8]
- تولى منصب رئيس تميز الأعمال واستراتيجية الشركة وفريق التخطيط في «مصرف الراجحي» خلال عام 2013م.
- رئيس تطوير الأعمال ومدير «برنامج تداولاتي» في السوق المالية السعودية (تداول) بين عامي 2009 و2013م.
- مدير التخطيط في «مصرف الإنماء» بين عامي 2007 و2009.
- مدير مشروع Medunef بين عامي 2000 و2004م.[5]